# Blhovce
Blhovce – wieś (obec) na Słowacji położona w kraju bańskobystrzyckim, w powiecie Rymawska Sobota. Pierwsze wzmianki o miejscowości pochodzą z roku 1240.
Według danych z dnia 31 grudnia 2012, wieś zamieszkiwały 802 osoby, w tym 412 kobiet i 390 mężczyzn.
W 2001 roku rozkład populacji względem narodowości i przynależności etnicznej wyglądał następująco:
- Słowacy – 11,92%
- Czesi – 0,74%
- Romowie – 10,44%
- Węgrzy – 76,9%

Ze względu na wyznawaną religię struktura mieszkańców kształtowała się w 2001 roku następująco:
- Katolicy rzymscy – 95,09%
- Ewangelicy – 0,49%
- Ateiści – 1,72%
- Nie podano – 0,12%